# Lingua protonorrena
Il protonorreno (chiamato anche protonordico, norreno primitivo, scandinavo antico o proto-germanico settentrionale) era una lingua indoeuropea parlata in Scandinavia che è ritenuta essere un'evoluzione di un dialetto settentrionale della lingua proto-germanica nei primi secoli dopo Cristo. È il primo stadio di una lingua caratteristica germanica settentrionale, e la lingua delle prime e più antiche iscrizioni runiche, parlata circa tra il terzo e il settimo secolo. Con l'epoca vichinga, la lingua si evolse a formare i vari dialetti del norreno, che si sarebbero a loro volta evoluti nelle odierne lingue scandinave. 

## Fonologia
La fonologia del proto-norreno era probabilmente non molto diversa da quella del proto-germanico: nonostante la realizzazione fonetica di alcuni fonemi fosse mutata nel tempo, il sistema generale dei fonemi e la diffusione degli stessi rimase perlopiù invariata.

### Consonanti
|               | Bilabiale | Dentale | Alveolare | Alveolare | Palatale | Velare | Labiovelare |
| ------------- | --------- | ------- | --------- | --------- | -------- | ------ | ----------- |
| Nasale        | m         |         | n         | n         |          | (ŋ)    | (ŋʷ)        |
| Occlusiva     | p b       | t d     |           |           |          | k ɡ    | kʷ ɡʷ       |
| Fricativa     | ɸ (β)     | θ (ð)   | s         | z         |          | h (ɣ)  | hʷ          |
| Vibrante      |           |         | r         | z         |          |        |             |
| Approssimante |           |         |           |           | j        |        | w           |
| Laterale      |           |         | l         | l         |          |        |             |

1. /n/ veniva assimilato alla consonante velare seguente, venendo realizzato come ŋ prima di una velare semplice, e probabilmente come [ŋʷ] prima di una labiovelare.
2. Il fonema /h/, a differenza del suo corrispettivo proto-germanico /x/, aveva perduto la sua natura di suono fricativo, e finì per scomparire in ogni posizione, eccetto in inizio di parola.
3. β, ð e ɣ erano allofoni di /b/, /d/ e /ɡ/, trovati nella maggior parte delle posizioni mediali. Erano realizzati come occlusivi sia quando allungati (geminati) sia dopo una consonante nasale. In finale di parola, [b], [d] e [ɡ] erano desonorizzati e pertanto non distinti da /p/, /t/, /k/.
4. L'esatta realizzazione del fonema /z/, tradizionalmente rappresentato come ʀ nelle trascrizioni dal norreno runico (da non confondersi col simbolo fonetico /ʀ/), è poco chiara. Era stata una semplice sibilante alveolare nel proto-germanico (così come nel gotico), per poi subire una rotacizzazione e fondersi con /r/ verso la fine del periodo runico. La sua pronuncia avrebbe potuto essere /ʒ/ o /ʐ/, con tendenza ad una pronuncia vibrante nel periodo più tardo. Verso la fine del millennio, il suono veniva ancora scritto con una lettera separata nel norreno orientale runico.

### Vocali
Il sistema vocalico presentava più differenze di quello consonantico, rispetto al proto-germanico: un precedente /ɛː/ era stato abbassato a /ɑː/; /ɑi/ e /ɑu/ – quando non accentati – erano mutati rispettivamente in /eː/ and /ɔː/; e l'abbreviazione delle vocali in finale di parola aveva eliminato le vocali trimoriche (o "ultralunghe", in riferimento al termine inglese overlong) presenti nel proto-germanico.
|        | Anteriore | Anteriore | Posteriore | Posteriore |
| breve  | lunga     | breve     | lunga      |            |
| ------ | --------- | --------- | ---------- | ---------- |
| Chiusa | i         | iː        | u          | uː         |
| Media  | e         | eː        | o          | ɔː         |
| Aperta |           |           | ɑ          | ɑː         |

|        | Anteriore | Anteriore | Posteriore | Posteriore |
| breve  | lunga     | breve     | lunga      |            |
| ------ | --------- | --------- | ---------- | ---------- |
| Chiusa | ĩ?        | ĩː        | ũ?         | ũː         |
| Media  |           |           | ɔ̃          | ɔ̃ː         |
| Aperta |           |           | ɑ̃?         | ɑ̃ː         |

1. /o/ deriva da una mutazione-a di /u/. Si poteva trovare anche in finale di parola, come risultato dell'abbreviazione del /ɔː/ proto-germanico.
2. Le vocali nasali lunghe /ɑ̃ː/, /ĩː/ and /ũː/ si trovavano soltanto prima di /h/. Se ne notò la presenza nel Primo trattato grammaticale (XII secolo) ed esse sopravvivono nella moderna lingua övdaliana.
3. Tutte le restanti vocali nasali si trovavano soltanto in finale di parola, sebbene non sia chiaro se nel proto-norreno avessero mantenuto la nasalità o se si fossero già fuse con le vocali orali. Le vocali /o/ e /ɔ̃/ erano tuttavia distinte, poiché la prima finì per mutare in /u/ (iniziando una mutazione-u), mentre la seconda fu abbassata a /ɑ/.
4. Le vocali posteriori – come risultato della mutazione-i – avevano probabilmente degli allofoni centrali o anteriori quando erano seguite da /i/ o /j/:
  - /ɑ/ → [æ], /ɑː/ → [æː]
  - /u/ → [ʉ], /uː/ → [ʉː] (successivamente /y/, /yː/)
  - /ɔː/ → [ɞː] (successivamente [œː] o [øː])
  - Originariamente, /o/ non poteva trovarsi prima di /i/ o /j/, ma fu introdotto in seguito per analogia (come visibile sui corni di Gallehus). Il suo allofono era probabilmente [ɵ], successivamente [ø].
5. Verso la fine del periodo proto-norreno, /e/ accentato subì un frangimento, divenendo un dittongo ascendente /jɑ/.
6. Sempre verso la fine del periodo proto-norreno, la mutazione-u iniziò a produrre i suoi effetti, creando allofoni arrotondati delle vocali non arrotondate.

### Dittonghi
La lingua presentava quantomeno i seguenti dittonghi: /æi/, /ɑu/, /eu/, /iu/.
1. /ɑu/ venne poi arrotondato in /ɒu/ a causa della mutazione-u.
2. /eu/ finì per subire un frangimento, diventando il trittongo /jɒu/, preservato nel gutnico antico, ma semplificato in un ascendente /joː/ o /juː/ nelle altre aree.
3. Poiché /iu/ si trovava esclusivamente in ambito di mutazione-i, la sua realizzazione fonetica era probabilmente un più anteriore [iʉ], sviluppatosi poi in [iy], divenendo infine /yː/.

### Accento
Il proto-norreno poneva l'accento sulla prima sillaba. Diversi studiosi hanno avanzato l'ipotesi che esistesse un accento tonale separato, ereditato dal protoindoeuropeo ed evolutosi nell'accento tonale proprio delle moderne lingue svedese e norvegese, evolutosi a sua volta nello stød del danese moderno. Un'altra recente teoria vuole che, nel proto-norreno, si ponesse un accento tonale su tutte le sillabe lunghe ed ogni due sillabe brevi, originando così la distinzione tonale nello svedese e nel norvegese.

## Attestazioni

### Iscrizioni runiche

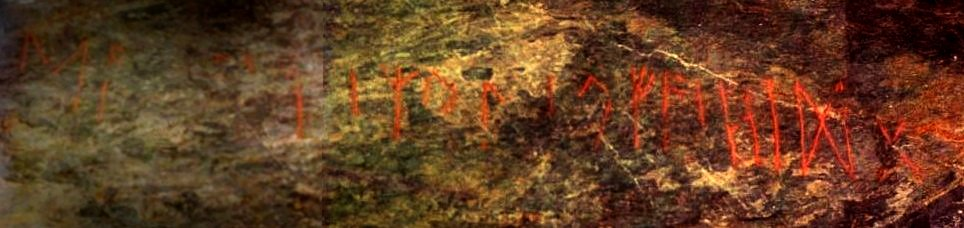
Fotografia composita dell'iscrizione sulla pietra Einang (c. 400 d.C.)

Tutte le attestazioni esistenti di proto-norreno sono iscrizioni runiche in futhark antico: ne esistono circa 260, e la più antica risale al II secolo.

#### Esempi
- La testa di lancia di Øvre Stabu, Oppland, Norvegia (II secolo): raunijaz, norreno raun "colui che prova", cfr. norvegese røyne "provare". svedese utröna "scoprire". La formazione di parole col suffisso -ija dimostra la legge di Sievers.
- Il corno d'oro di Gallehus 2, Jutland Meridionale, Danimarca (400): ek hlewagastiz holtijaz horna tawido, "Io, Hlewagastis di Holt, feci il corno." Si può notare nuovamente il suffisso -ija.
- La pietra di Tune, Østfold, Norvegia (400): ek wiwaz after woduride witadahalaiban worahto. [me]z woduride staina þrijoz dohtriz dalidun arbija sijostez arbijano, Io Wiwaz, preparata da Woduridaz guardiano del pane. Per me Woduridaz, la pietra, tre figlie preparò, le più nobili degli eredi.
- La pietra Einang, vicino Fagernes, Norvegia, è datata al IV secolo. Contiene il messaggio [ek go]dagastiz runo faihido ([Io, Go]dguest disegnai il segreto), in proto-norreno ek goðgestr rún fáða. Le prime quattro lettere dell'iscrizione non sono giunte fino a noi, e sono oggetto di congettura, per cui il nome di persona avrebbe anche potuto essere Gudagasti o qualcosa di simile.
- La lancia di Kragehul, Danimarca (c. 500): ek erilaz asugisalas muha haite, gagaga ginuga, he...lija... hagala wijubi... forse "Io, Eril di Asgisl, fui chiamato Muha, ga-ga-ga potente-ga (laddove ga era probabilmente un'abbreviazione di qualche indeterminato riferimento), (incompleta) consacro la grandine."
- La pietra runica di Björketorp, Blekinge, Svezia, è uno di tre menhir, ma l'unico su cui – attorno al VI secolo – qualcuno abbia scritto una maledizione: haidz runo runu falh'k hedra ginnarunaz argiu hermalausz ... weladauþe saz þat brytz uþarba spa (Qui ho nascosto il segreto di potenti rune, forti rune. Colui che infrange questo memoriale sarà eternamente tormentato dall'ira. Verrà colpito da una morte traditrice. Prevedo la perdizione.)
- La pietra runica di Rö, nel Bohuslän, Svezia, fu innalzata all'inizio del V secolo e contiene la più lunga tra le iscrizioni: Ek Hrazaz/Hraþaz satido [s]tain[a] ... Swabaharjaz s[a]irawidaz. ... Stainawarijaz fahido. "Io, Hrazaz/Hraþaz innalzai la pietra ... Swabaharjaz con ampie ferite. ... Stainawarijaz (Guardiano della pietra) incise."

### Prestiti linguistici
Numerose parole del primo periodo germanico sono sopravvissute sotto forma di prestiti linguistici nelle lingue finniche, perlopiù immutate. Alcune di esse potrebbero essere di origine proto-germanica, o anche più antiche, ma altre riflettono degli sviluppi tipici nel norreno. Alcuni esempi (con la forma proto-norrena ricostruita):
- estone/finlandese kuningas < *kuningaz “re” (norreno kunungr, konungr)
- finlandese ruhtinas “principe” < *druhtinaz “signore” (norreno dróttinn)
- finlandese sairas “malato” < *sairaz “dolorante” (norreno sárr)
- estone juust, finlandese juusto “formaggio” < *justaz (norreno ostr)
- estone/finlandese lammas “pecora” < *lambaz “agnello” (norreno lamb)
- finlandese hurskas “pio, devoto” < *hurskaz “prudente, saggio” (norreno horskr)
- finlandese runo “poema, runa” < *rūno “segreto, mistero, runa” (norreno rún)
- finlandese vaate “vestito” < *wādiz (norreno váð)
- finlandese viisas “saggio” < *wīsaz (norreno víss)

Esiste un vasto repertorio di prestiti proto-norreni anche nelle lingue sami.

## Evoluzione

### Dal proto-germanico al proto-norreno
Le differenze tra le attestazioni di proto-norreno e la lingua (non attestata) proto-germanica sono abbastanza piccole. La distinzione tra proto-norreno e germanico nord-occidentale può dirsi una convenzione, non essendovi sufficienti elementi dalle restanti zone germanofone (la Germania settentrionale ed i Paesi Bassi) per un confronto. Le iscrizioni rinvenute in Scandinavia sono considerate proto-norreno. 
Una delle prime differenze, condivisa dai dialetti germanici occidentali, è la monottongazione dei dittonghi non accentati: *ai diventò ē, come in haitē (Kragehul I) dal proto-germanico *haitai, ed allo stesso modo *au divenne ō. Caratteristico del proto-norreno è anche l'abbassamento di ē proto-germanico accentato ad ā, dimostrato dal confronto tra il gotico 𐌼𐌴𐌽𐌰 (mēna) ed il norreno máni (in italiano “luna”). Il proto-norreno è perciò differente dai primi dialetti germanici occidentali, dato che il germanico occidentale ē venne abbassato ad ā indipendentemente dall'accento. Nel proto-norreno, un precedente ē non accentato emerge come i. Ad esempio, la desinenza debole di terza persona singolare del passato – -dē – appare nell'alto tedesco antico come -ta, con una vocale bassa, ma in norreno come -ði, con una vocale alta.
Quando *z, una fricativa apicale alveolare sonora rappresentata nella scrittura runica dalla runa algiz (ᛉ), sia mutata in ʀ, un'approssimante apicale postalveolare, è oggetto di dibattito. Se si considera il principio generale di desonorizzazione delle consonanti in finale di parola nel proto-norreno, *z, se mantenuta, sarebbe stata desonorizzata in s e trascritta come tale in runico. Non vi è tuttavia traccia di ciò nelle iscrizioni runiche in futhark antico, quindi si può presumere che la qualità di questa consonante sia cambiata prima della desonorizzazione, altrimenti il fonema sarebbe stato rappresentato da una runa sôwilô (ᛋ), usata per s. Si possono fare speculazioni sulla qualità della consonante, e l'opinione generale è che fosse qualcosa a metà fra z e r, il riflesso norreno di tale suono. Nello svedese antico, la distinzione fonemica tra r e ʀ rimase fino all'XI secolo, come mostrano le numerose pietre runiche svedesi dell'epoca.

### Dal proto-norreno al norreno
Dal 500 all'800, due grandi mutamenti ebbero luogo nel proto-norreno: apparvero gli umlaut, e le vocali vennero influenzate dalla vocale o semivocale successiva. Il norreno gestr (ospite) deriva dal proto-norreno *gastiz (ospite). Un altro mutamento fonetico è noto come frangimento, in cui una vocale si muta in un dittongo: hjarta da *hertō o fjǫrðr da *ferþuz.
Gli umlaut portarono alla comparsa di nuove vocali: y (come fylla da *fullijaną) ed œ (come dœma da *dōmijaną). Gli umlaut sono divisi in tre categorie, umlaut-a, umlaut-i ed umlaut-u, l'ultimo dei quali era ancora produttivo nel norreno. Il primo, tuttavia, comparve molto presto, ed i suoi effetti si possono vedere già intorno al 500, sui corni d'oro di Gallehus. La variazione causata dagli umlaut non fu di per sé uno stravolgimento della lingua, poiché non fecero altro che introdurre allofoni di vocali posteriori qualora certe vocali si fossero trovate nella sillaba seguente; tuttavia, i cambiamenti portati dalla sincope resero le vocali-umlaut una caratteristica distintiva non trasparente della morfologia e della fonologia, rendendo fonemici quelli che prima erano semplici allofoni.
La sincope abbreviò le vocali lunghe nelle sillabe non accentate, e molte vocali abbreviate andarono perdute, così come la maggior parte delle vocali brevi non accentate. Come nel proto-norreno, l'accento cadeva sulla prima sillaba: il proto-norreno *katilōz divenne katlar (“calderoni”); il proto-norreno *horną divenne il norreno horn ed il proto-norreno *gastiz divenne il norreno gestr (ospite). Alcune parole subirono mutamenti ancor più drastici, come *habukaz, che divenne il norreno haukr (“falco”).